# Bassaniodes lalandei
Bassaniodes lalandei es una especie de araña cangrejo del género Bassaniodes, familia Thomisidae. Fue descrita científicamente por Audouin en 1826.

## Distribución
Esta especie se encuentra en el Mediterráneo y Azerbaiyán.